# Jean-Ferdinand Chaigneau

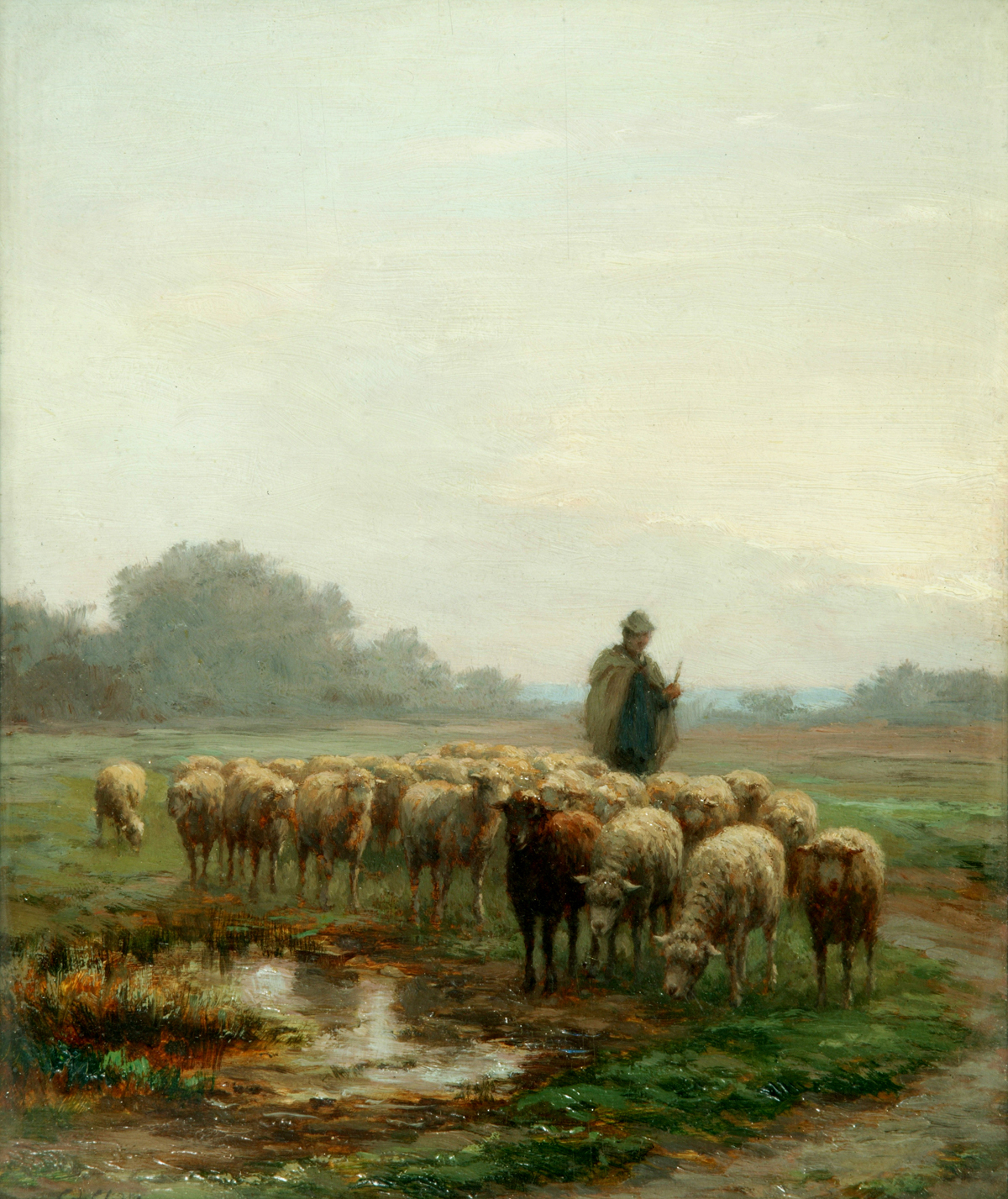
Eine Schafherde

Jean Ferdinand Chaigneau (* 6. März 1830 in Bordeaux; † 23. Oktober 1906 in Barbizon) war ein französischer Landschafts- und Tiermaler der Schule von Barbizon.

## Leben
Ferdinand Chaigneau war anfangs Schüler von Jean-Paul Alaux dit Gentil (1788–1858) in Bordeaux. 1849 setzte er das Studium an der École des beaux-arts de Paris bei François-Édouard Picot, Jacques Raymond Brascassat und Jules Coignet fort.
Er debütierte auf dem Salon von 1848 mit einer Landschaft. Seine Teilnahme am Rom-Preis-Wettbewerb 1849 mit einem mythologischen Gemälde blieb erfolglos. Chaigneau wandte sich dann von der Historienmalerei ab und widmete sich Landschafts- und Tiermotiven sowie der Komposition von Szenen aus dem Leben auf den Feldern. Er nahm an der Weltausstellung Paris 1855 teil.
Er stellte weiterhin regelmäßig in den Salons aus, zunächst mit Landschaften der Gironde und der Landes, seiner Herkunftsregion, und ließ sich dann ab 1858 vom Walde von Fontainebleau inspirieren. So wurde er zusammen mit Théodore Rousseau und Jean-François Millet zu einem der Mitglieder der Schule von Barbizon, wo er sich 1858 in seinem Haus niederließ, das er „La Bergerie“ nannte, wo sein Sohn Charles-Paul Chaigneaux geboren wurde (1879–1938), der, wie sein Vater, pastorale Szenen in gleicher Weise schuf.
Er war auch ein geschätzter Kupferstecher, Autor eines Albums mit sechs Platten, „Paysages et moutons“ (1862), dann von zwölf Originalradierungen mit dem Titel „Voyage autour de Barbizon“.
Aus seiner Ehe mit Louise Deger hatte er vier Töchter und einen Jungen. Drei seiner Töchter, Marguerite (Cellistin, 1875–1943), Suzanne (Geigerin, 1875–1946) und Thérèse (Pianistin, 1876–1968) bildeten ein Kammermusiktrio namens „Trio Chaigneau“.